# Козлівка (Бутурлинівський район)
Козлівка (рос. Козловка) — село у Бутурлинівському районі Воронезької області Російської Федерації.
Населення становить 2785 осіб. Входить до складу муніципального утворення Козловське сільське поселення.

## Історія
Населений пункт розташований у межах українського історико-культурного регіону Східної Слобожанщини. До Перших визвольних змагань належав до Воронезької губернії.
Від 1928 року належить до Бутурлинівського району, спочатку в складі Центрально-Чорноземної області, а від 1934 року — Воронезької області.
Згідно із законом від 15 жовтня 2004 року входить до складу муніципального утворення Козловське сільське поселення.

## Населення
| 1959  | 2002  | 2010  | 2012  | 2013  | 2014  | 2015  |
| ----- | ----- | ----- | ----- | ----- | ----- | ----- |
| 7449  | ↘3390 | ↘3137 | ↘3086 | ↘3034 | ↘3006 | ↘2906 |
| 2016  | 2017  | 2018  |       |       |       |       |
| ↘2846 | ↘2820 | ↘2785 |       |       |       |       |